# Cladorhiza pteron
Cladorhiza pteron är en svampdjursart som beskrevs av Henry M. Reiswig och Lee 2007. Cladorhiza pteron ingår i släktet Cladorhiza och familjen Cladorhizidae.
Artens utbredningsområde är Kalifornien. Inga underarter finns listade i Catalogue of Life.